# Lowiena
Lowiena és una forma neerlandesa del nom «Lluïsa» que es fa servir als Països Baixos com a mínim des del segle xix. Tot i que continua sent poc comú, presenta una major freqüència a la part septentrional del país (Frísia, Groningen i Drenthe).